# 이슈 해결사 박대장
《이슈해결사 박대장》은 대한민국의 종합편성채널인 TV조선의 시사 프로그램이다.

## MC소개
- 박은주, 장원준

## 방송 시간
- 2015년 6월 1일 ~ 7월 3일 : 매주 월요일 ~ 금요일 오후 6시 10분 ~ 7시 30분
- 2015년 7월 6일 ~ 2016년 3월 18일 : 매주 월요일 ~ 금요일 오후 5시 30분 ~ 6시 35분

## 동시간대 경쟁 프로그램
- 시사진단
- 6시 내고향 (KBS 1TV)
- MBC 이브닝 뉴스
- 생방송 오늘 저녁 (MBC)
- 동물의 세계 (매주 월요일 ~ 목요일)
- KBS 글로벌 24 (매주 월요일 ~ 목요일)
- 2TV 저녁 (메주 월요일 ~ 목요일)
- 뮤직뱅크 (매주 금요일) (KBS 2TV)
- 생방송 투데이 (매주 월요일 ~ 목요일)
- 해피 투데이 (매주 금요일) (SBS)
- JTBC 정치부 회의 (JTBC)
- MBN 뉴스와이드 (MBN)
- 채널A 뉴스 TOP 10 (채널A)
- CJB 뉴스 (605) (CJB)